# Alliopsis heterochaetoides
Alliopsis heterochaetoides este o specie de muște din genul Alliopsis, familia Anthomyiidae, descrisă de Jin și Fan în anul 1983. Conform Catalogue of Life specia Alliopsis heterochaetoides nu are subspecii cunoscute.